# John Kemp Starley

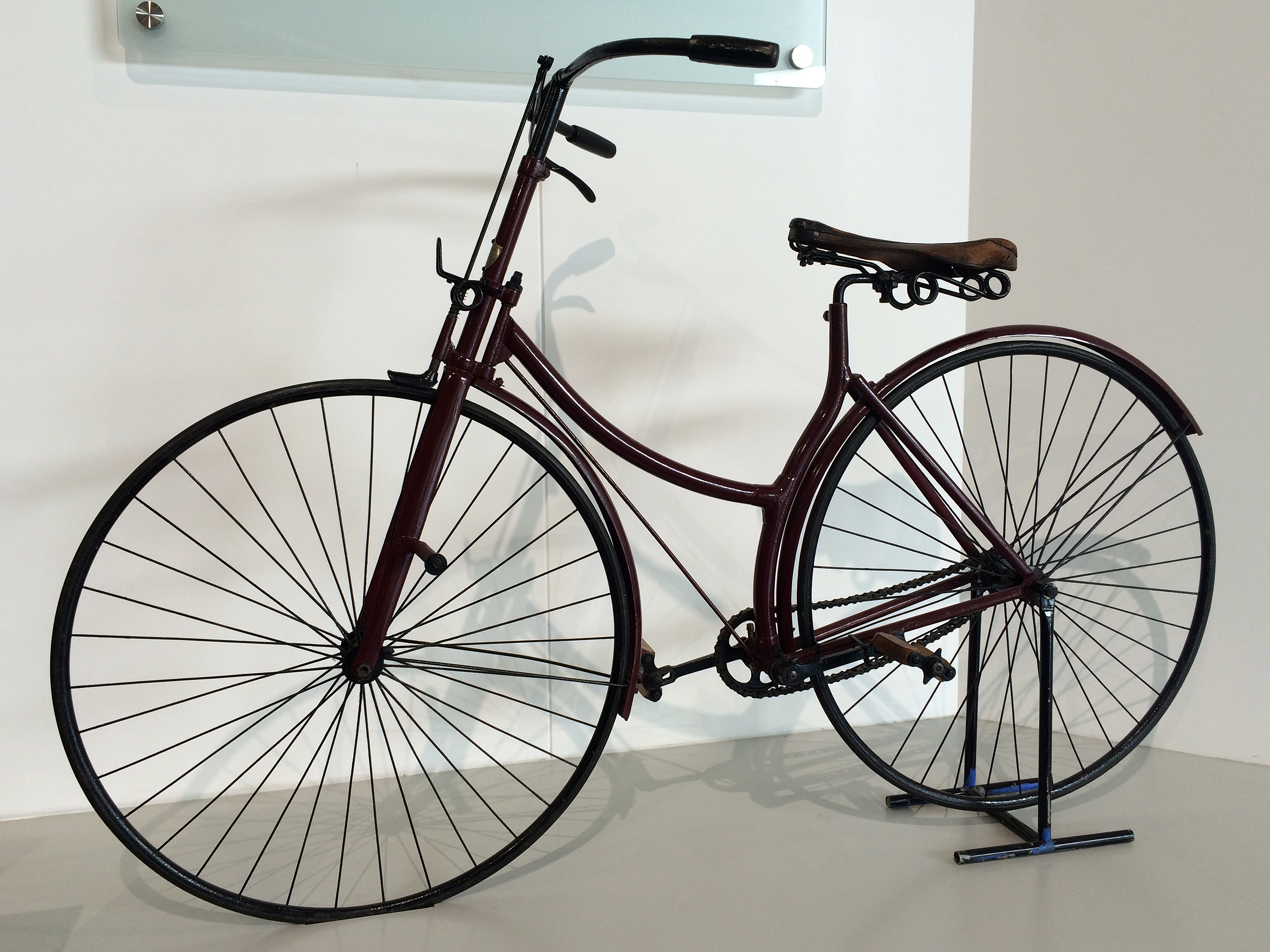
Rover Safety Bicycle z 1886 roku w British Motor Museum

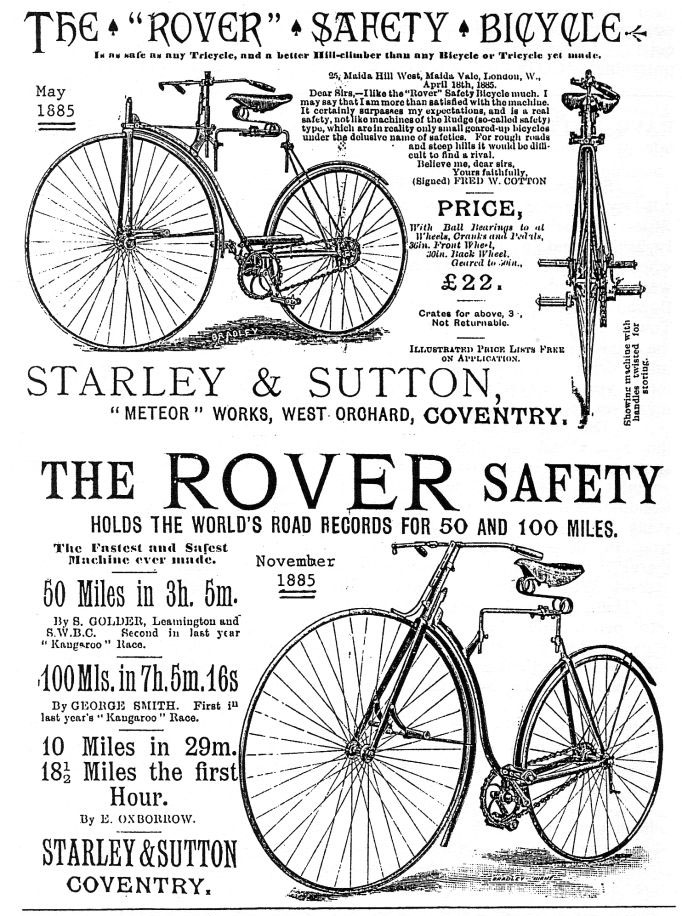
Reklama Rover Safety Bicycle z 1885 roku

John Kemp Starley (24 grudnia 1855  - 29 października 1901) — angielski wynalazca i przemysłowiec, powszechnie uważanym za wynalazcę współczesnej wersji roweru a także pomysłodawcę nazwy handlowej Rover .
Starley urodził się 14 grudnia 1854 roku i mieszkał na Church Hill w Londynie. W 1872 roku przeniósł się do Coventry, aby pracować ze swoim wujem Jamesem Starleyem. Przez kilka lat pracował z nim przy tworzeniu kolejnych bicykli Ariel.
W 1877 roku założył nową firmę Starley & Sutton Co z Williamem Suttonem, lokalnym entuzjastą bicykli. Rozpoczęli tworzenie pojazdów, które były bezpieczniejsze i łatwiejsze do użytku niż tradycyjne bicykle. 
W 1885 roku opracowali pojazd Rover Safety Bike. Rover miał napęd tylny, napędzany był łańcuchem i posiadał dwa koła o podobnej wielkości, co czyni go bardziej stabilnym niż poprzednie modele. W czasopiśmie Cycling magazine napisano, że Rower ustanowił wzór dla tego typu pojazdów. Przez wiele lat używano tego wyrażenia w reklamie.
W 1889 roku firma została nazwana J. K. Starley & Co. Ltd. a pod koniec lat 1890 roku została nazwana Rover Cycle Company Ltd.
Starley zmarł nagle 29 października 1901 roku, a jego następcą został dyrektor zarządzający firmy Harry Smyth. Wkrótce po śmierci Starleya firma Rover zaczęła budować motocykle, a potem samochody.